# Рыбинский, Марек
Ма́рек Рыби́нский (пол. Marek Rybiński, 11 мая 1977, Кошалин, Западно-Поморское воеводство — 18 февраля 2011, Мануба) — польский католический священник, салезианец, миссионер.

## Биография
Родился 11 мая 1977 года в Кошалине. В 1995–1996 годах — послушник в Червинске-над-Вислой. В 1996–1997 годах учился в Вознякове, в 1997–1999 годах — послушник в Лодзи. С 2001 по 2005 год обучался на богословском факультете в Лодзи.
Рукоположён в священники 21 мая 2005 года в Лодзи. В 2005–2006 годах работал в Салезианском миссионерском центре в Варшаве. В 2006–2007 годах возглавлял Ораторий Святого Иоанна Боско в Ольштыне. С 2007 года работал в начальной школе салезианцев в Манубе, Тунис. Школа была открыта в 1988 году и в 2011 году в ней насчитывалось 800 учеников. В местной религиозной общине Марек Рыбинский был казначеем. Он искал спонсоров, так как школа в Манубе не получала никаких субсидий от государства. Работая с Салезианским миссионерским центром в Варшаве, он получал пожертвования и реализовал множество миссионерских проектов. Архиепископ Тунисский назначил ксендза Рыбинского капелланом польской общины в Тунисе, которой миссионер уделял много времени, в том числе готовя молодых людей к таинству конфирмации.
Марек был энергичным, весёлым, творческим и преданным своему делу человеком. Бегал марафоны, участвовал в культурных инициативах и спортивных мероприятиях, любил фильмы и книги, ходил в походы с учениками школы, участвовал в салезианском евангелическом движении Saruel. В школе, где Марек работал, все ученики и его коллеги были мусульманами. У него было много друзей-мусульман. Он полюбил Тунис — его культуру, пейзажи, искусство и историю, полную христианских тем.
31 января 2010 года, в день праздника Святого Боско, салезианцы Манубы обнаружили под дверью своего молельного дома анонимное письмо на французском языке с угрозами и свастикой. Оно было адресована «евреям», в нём требовали денег и угрожали убить всех в доме, если они откажутся сотрудничать.
Марек Рыбинский был убит 18 февраля 2011 года. Его тело с перерезанным горлом нашли на школьном складе. Он стал вторым священником, убитым во время гражданских волнений в Манубе в 2010–2011 годах.
За этой трагедией в городе последовали демонстрации, в которых участвовали сотни человек, в том числе ученики школы и их родители. 18 февраля архиепископ Лаххам возглавил мессу в честь ксендза Рыбинского в Тунисском соборе.
За несколько месяцев до смерти Марек Рыбинский закончил работу над своей книгой «Тунисские записки». Она была издана в начале 2011 года.
23 февраля 2011 года посмертно награждён Офицерским крестом ордена Возрождения Польши.
Похоронен на Брудновском кладбище в Варшаве.

## Расследование убийства
Изначально выказывалось мнение, что вина в совершённом преступлении лежит на исламских экстремистах. В ходе расследования выяснилось, что убийцей Марека Рыбинского был его мусульманский товарищ, плотник в салезианской школе. В качестве мотива преступления он назвал тот факт, что не смог вернуть общине деньги, взятые в долг. Перед этим он шантажировал ксёндза и угрожал ему.